# Озерский, Дмитрий Александрович
Дми́трий Алекса́ндрович Озе́рский (8 октября 1963, Ленинград) — музыкант, поэт и автор большинства текстов группы «АукцЫон».
Играет на трубе, клавишных и ударных инструментах.

## Биография
Будучи однокурсником Леонида Фёдорова по Политехническому институту (позднее он перешёл в Институт культуры на режиссёрский факультет), с середины 1981 года становится постоянным участником группы «АукцЫон». Особенностью творчества Дмитрия Озерского является тот факт, что в большинстве случаев он сочиняет стихи на уже написанную Фёдоровым музыку — по его словам, «по принципу либретто».
Дмитрий также является отцом пятерых детей. Дважды состоял в браке.
Является одним из инициаторов благотворительного проекта «Фома на Свири» Архивная копия от 18 октября 2010 на Wayback Machine по реставрации и восстановлению храма в Ленинградской области.
В 2009 году вышла книга Дмитрия Озерского «Там, где…» с иллюстрациями Гавриила Лубнина.
В 2012 году вышла книга Дмитрия Озерского «Город Жаб» с иллюстрациями Артура Молева.
В 2021 году поэт организовал мелодекламационный проект ОРКиКО. В проекте также приняли участие товарищи Дмитрия Озерского по «АукцЫону» Николай Рубанов и Михаил Коловский, а также музыканты Николай Бичан и Олег Шарр (название «ОРКиКО» — аббревиатура из первых букв фамилий участников коллектива).

## Дискография

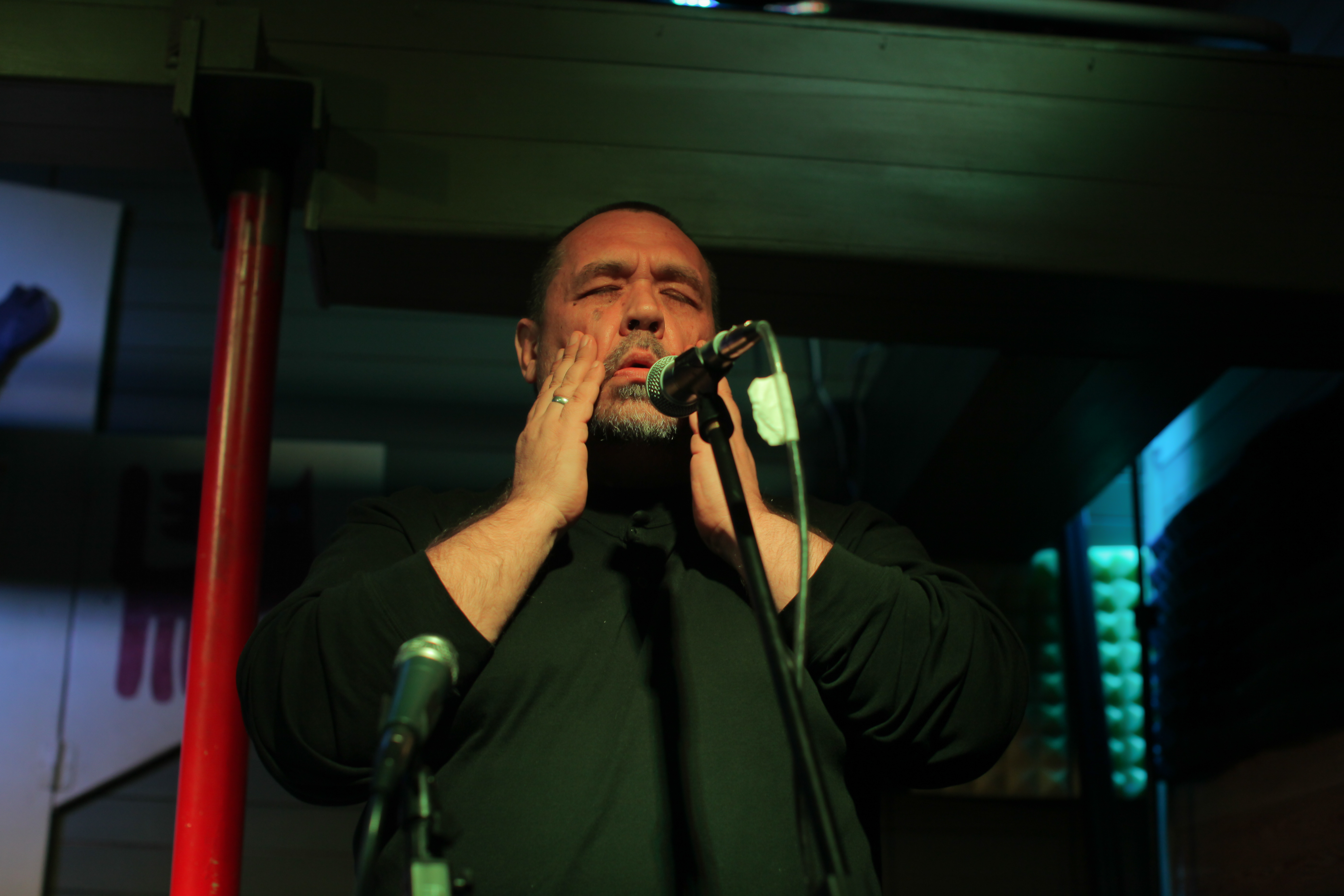
Дмитрий Озерский, июнь 2016

### Студийные альбомы в составе «АукцЫона»
- Вернись в Сорренто (1986)
- Как я стал предателем (1989)
- В Багдаде всё спокойно (1989)
- Жопа (1990)
- Бодун (1991)
- Чайник вина (1992)
- Птица (1994). Широкую известность с него приобрела песня «Дорога» на текст Озерского
- Жилец вершин (1995, Хвост и АукцЫон)
- Зимы не будет (сингл) (1999, АукцЫон-Волков-Курашов)
- Небо напополам (сингл) (1999, АукцЫон и Сойбельман)
- Это мама (старый и новый материал «живьём» в студии, 2002)
- Девушки поют (2007)
- Юла (2011)
- На солнце (2016)
- Мечты (2020)

### Совместно с Леонидом Фёдоровым
- Четыресполовинойтонны (1997)
- Зимы не будет (15 мая 2000) — Фёдоров, Волков, Курашов
- Анабэна (2001)
- Лиловый день (2003)
- Горы и реки (2004)
- Таял (2 апреля 2005)
- Красота (22 декабря 2006)
- Романсы (28 декабря 2007)
- Волны (22 мая 2009)
- Wolfgang (17 сентября 2010)
- Весна (2012)
- Быть везде (Фёдоров и Крузенштерн) (2013)
- Если его нет (29 марта 2013)
- Мотыльки (сентябрь 2014)
- Из неба и воды (Фёдоров и Крузенштерн) (2019)
- Последний друг (2021)
- Любовь (2022)

## Публикации

Обложка книги Дмитрия Озерского «Там, где…».
Автор Гавриил Лубнин

- 2005 — один из 12 томов сборника «Поэты русского рока»
- 2009 — пьеса «Последняя минутка»
- 2009 — «Там, где…» (сборник стихов)
- 2012 — «Город Жаб» (сборник прозы)
- 2012 — «Домик тела» (подборка стихов в журнале Homo Legens)
- 2021 — «Суп» (сборник стихов и прозы для программы проекта «ОРК»)

## Интервью
- Интервью с участниками группы АукцЫон Архивная копия от 1 марта 2009 на Wayback Machine, 1995
- Интервью журналу «Нашли» Архивная копия от 24 ноября 2010 на Wayback Machine, 2005
- Дмитрий Озерский ответил на вопрсы читателей Полит.ру Архивная копия от 31 мая 2009 на Wayback Machine, Полит.ру Архивировано 6 декабря 2012 года., 2007
- Интервью Дмитрия Озерского "Московскому книжному журналу" Архивная копия от 12 июня 2018 на Wayback Machine